# La justicia del Ninja (película)
La justicia del Ninja (Enter the Ninja) es una película de 1981 dirigida por Menahem Golan y protagonizada por Shō Kosugi y  Franco Nero en los papeles principales.

## Trama
Después de terminar su entrenamiento en ninjutsu en Japón, un veterano de guerra de Vietnam llamado Cole (Franco Nero) visita a su excompañero de armas Frank Landers (Alex Courtney) y su esposa Mary Ann Landers (Susan George), quienes son propietarios de un terreno de cultivo en Filipinas. Cole pronto se da cuenta de que los Landers son amedrentados por un director ejecutivo de nombre Charles Venarius (Christopher George) con el afán de que le vendan su propiedad a Venarius. Cole pronto se ve frente a un viejo rival de sus días de entrenamiento: Hasegawa (Shō Kosugi), quien es contratado por Venarius para eliminar a Cole.